# Cistercitski samostan Stična
Cistercitski samostan Stična  najstariji je samostan na današnjem slovenskom teritoriju i jedini cistercitski samostan koji još uvijek djeluje (drugi je bio samostan Kostanjevica na Krki). U sklopu samostana nalazi se bazilika Žalosne Majke Božje koja služi i kao župna crkva.
Počeci samostana datiraju iz 1132. Ubrzo nakon osnivanja,  postao je važno vjersko, kulturno i gospodarsko središte Kranjske. Sve do jozefinskih reformi, bogata samostanska knjižnica štitila je vrijedne iluminirane rukopise na latinskom jeziku 12. i 13. stoljeća, a koji potječu iz štajerskog pisma. Godine 1428. napisan je za slovensku književnost vrlo važan rukopis Stična i bio je jedan od prvih pisanih spomenika na slovenskom jeziku. Tijekom stoljeća, samostan je mijenjao svoj arhitektonski izgled tako, da se danas mogu naći tragovi romanike, gotike i baroka. Do danas je sačuvana najstarija jezgra samostana, koju čine poznata Križna dvorana i crkva. Tijekom reformi Josipa II., 1784. samostan je raspušten. Cisterciti su ga ponovno obnovili tek 1898. godine. Od tada, samostan ponovno djeluje.
Samostan i crkva danas su zaštićeni kao nepokretni spomenici od državnoga značaja, a sam je samostan važno vjersko i kulturno središte.

## Vanjske poveznice

### Sestrinski projekti
|  | Zajednički poslužitelj ima još gradiva o temi Cistercitski samostan Stična |

### Mrežna mjesta
- Cistercijanska opatija Stična – službene mrežne stranice (slov.)
- Muzej krščanstva na Slovenskem (slov.) (engl.)